# ヤマハ発動機の製品一覧
ヤマハ発動機の製品一覧では、ヤマハ発動機から製造販売している製品について述べる。また過去に製造していた製品についても述べる。

## オートバイ

### 現行機種
2008年9月より125cc以下の二輪一般市販車は全て台湾山葉機車工業など日本国外に生産が移管されている。また2011年より250cc以上の車両については日本国内専用モデルの開発を行っていない。

### 過去のオートバイ車種

#### 50cc以下
- タウニィ
- パッソル/パッソルII
- パッソーラ
- スーパーJOG/Z/ZR
- BJ
- リモコンJOG/ZRエボリューション
- RZ50
- YB50/YB-1FOUR
- メイト50
- タウンメイト50
- BW'S
- TZR50
- TZM50R
- FT50
- FS1/FX50
- GT50ミニトレ
- GR50
- TY50
- MR50
- DT50
- RD50
- RX50
- TDR50
- YSR50
- アクシス50/プロフット
- ミント
- チャンプ/RS/CX
- エクセル
- ボクスン
- ポッケ
- フォーゲル
- ポップギャル
- サリアン
- ベルーガ
- マリック
- リリック
- キャロット
- アクティブ
- トライ
- キュート
- チャッピー50
- VOX

#### 50cc超125cc以下
- GT80
- RX80
- TDR80/125
- TY80/125
- YSR80
- チャンプ80
- ジョグ80/90
- チャッピー80
- ベルーガ80
- メイト80
- タウンメイト80/90
- HS1/HS90
- HX90
- RD90
- RS90ターゲット
- YB90/125
- アクシス90/プロフット
- TTR90
- TTR92
- グランドアクシス100
- TTR110
- AX125
- トレーシィ CZ125
- DT125
- IT125
- RD125
- RZ125
- SR125/B
- TTR125
- TZR125
- XT125/125R
- YA-1
- ジュニアYG-1
- 90ジュニアH1
- YD125/S
- WR125R/X
- シグナス/D/Si/SV

#### 125cc超250cc以下
- CZ150R
- シグナス（CYGNUS）GT
- CT175
- SC-1
- TY175
- IT175/200/250
- YC-1
- CS-1E
- シグナスXC180
- AG200
- ブロンコ（BRONCO）
- DT200R
- SDR
- TW200
- BW200
- XT200
- XT225
- TW225E
- DT230ランツァ（LANZA）
- TTR230
- DT-1
- DT250
- FZ250フェーザー（PHAZER）
- FZR250
- GX250
- R1-Z
- RD250
- ルネッサ（Renaissa）
- RZ250
- SR250
- SRX250
- SRV250
- TDR250
- TTR250
- TY250J
- TY250スコティシュ（Scottish）
- TY250Z-スコティシュ
- TZR250
- XT250
- XT250T
- TT250
- TT250R/Raid
- XS250
- XT250X
- YD-1
- YD250/S
- YDS-1/2/3
- WR250R/X
- FZX250ジール（ZEAL）
- セロー（SEROW）225
- セロー250
- テオス150
- テオス125
- ドラッグスター250
- トリッカー
- ビラーゴ（Virago）250
- マグザム
- グランドマジェスティ（GRAND MAJESTY）
- マジェスティS
- マジェスティ
- マックススター150
- マックススター125

#### 250cc超400cc以下
- RD350
- RZ350
- TY350R
- XT350
- DT360
- TT350
- RT1
- RT360
- ディバージョン（Diversion）400
- DT400
- FZ400
- FZ400N
- FZ400R
- FZR400
- グランドマジェスティ400
- GX400
- RD400
- SRX400
- ビラーゴ400
- XJ400/D
- XJR400
- XT400
- XT400Eアルテシア（ARTESIA）
- XS400
- XZ400/D
- IT400
- ドラッグスター400/クラシック
- SR400

#### 400cc超600cc以下
- RZV500R
- SR500
- XT500
- XT550
- XZ550D
- TT600
- TT600R
- ディバージョン600
- FZR600
- SRX600
- XT600
- XT600E
- XT600Zテネレ（Tenere）
- XT660Zテネレ
- XT660R
- YX600ラディアン
- YZF600サンダーキャット（THUNDER CAT）
- IT425/465/490

#### 600cc超750cc以下
- TX650
- XS1
- XS650
- XS650スペシャル
- XJ650スペシャル
- MT-03（660cc）
- SZR660
- XTZ660テネレ
- FZ750
- FZR750
- FZX750
- GX750
- TX750
- ビラーゴ750
- XJ750E
- XTZ750スーパーテネレ（SuperTénéré）
- XV750E
- YZF750SP
- YZF750R
- YZF-R7

#### 750cc超
- TDM850/900
- TRX850
- ディバージョンXJ900S
- FZ1/FAZER
- FJ1100/1200
- FZR1000
- GTS1000/A
- YZF1000 THUNDER ACE
- BT1100ブルドッグ
- ビラーゴ1100
- ドラッグスター1100
- ベンチャーロイヤル
- XJR1200
- XJR1300
- XV1600ロードスター
- MT-01
- VMAX
- ヤマハ・ミッドナイトスター
- ヤマハ・ロイヤルスター
- ヤマハ・XT1200Zスーパーテネレ

#### 電動スクーター（原付一種）
- パッソル（定格出力580W）
- パッソル-L（定格出力580W）
- EC-02（定格出力580W）
- EC-03（定格出力580W）

### コンセプトモデル
- モルフォ
- テッセラクト
- ラクシア
- FC-Dii
- ボビー
- C3+
- FC-AQEL
- 01GEN
- 03GEN-f
- 03GEN-x
- MWT-9
- PED2
- PES2
- OR2T
- MWC-4
- モトロイド
- モトボット

## マリン製品

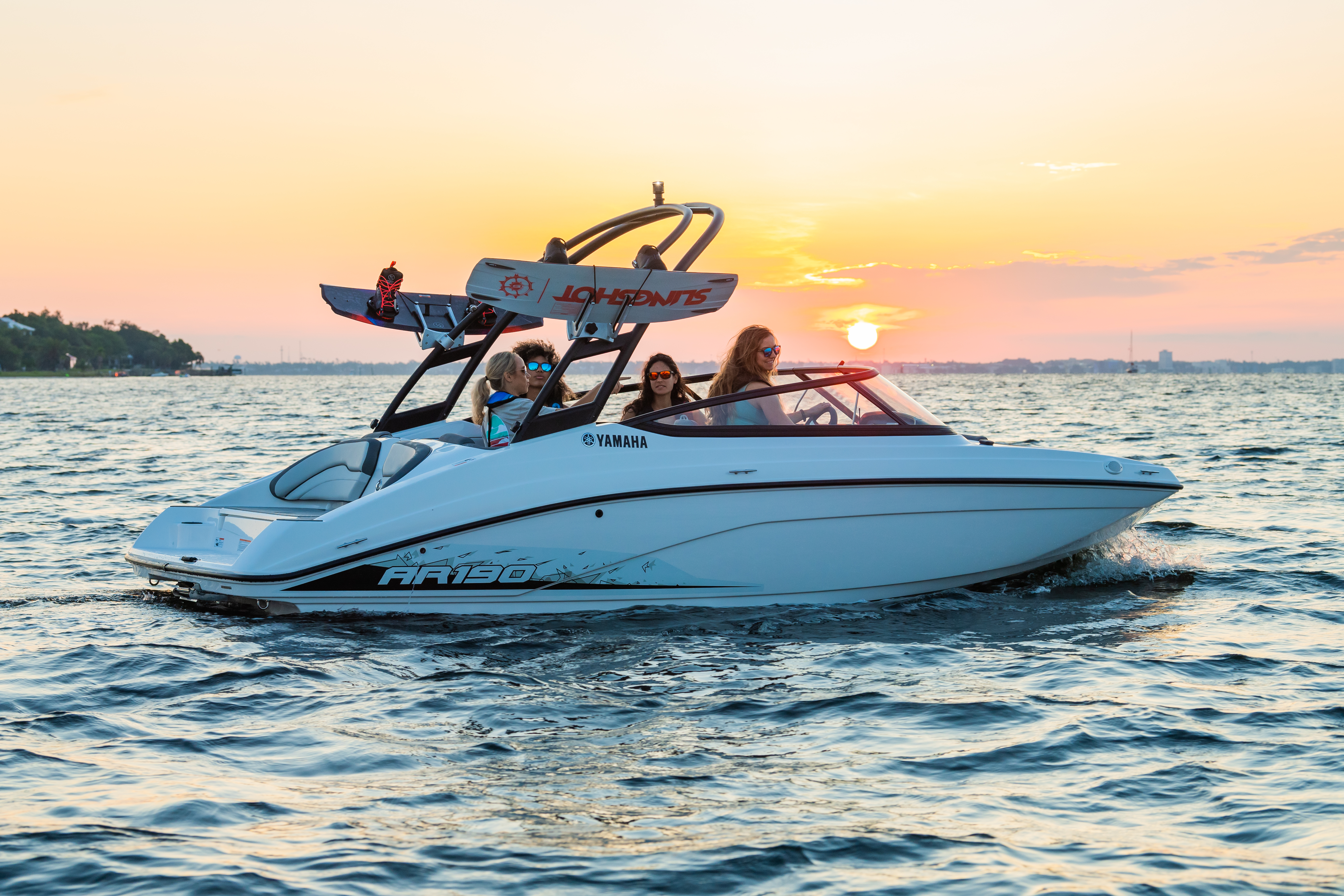
小型艇 AR190

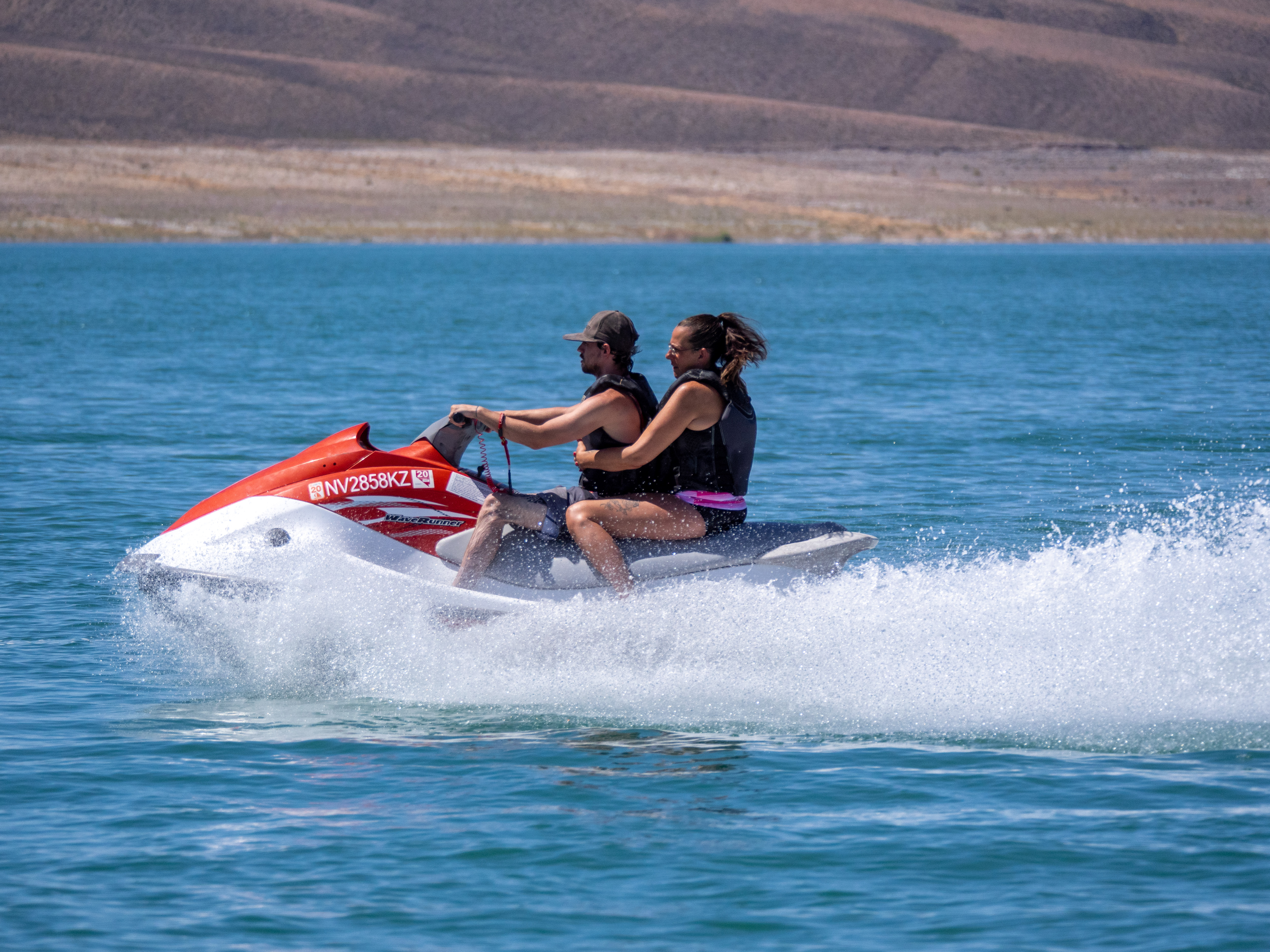
マリンジェット

### ラインナップ
ボート、ヨット、船外機、和船、マリンジェット、マリンディーゼル、漁船・業務艇に分類される。
世界の生産数が不明であるため確定的ではないが、船外機の分野においておそらく同社は世界一のシェアを誇っている、多くの国では船外機のことを「ヤマハ」と言うくらい代名詞的存在である。

#### クルーザー・ボート
- PRESTIGE
- SR330
- 275SD
- 255XD
- AR250
- AR195
- S-QUALO
- AX220
- FR-20
- SRX(EX)
- DFRシリーズ
- YFRシリーズ
- F.A.S.T.シリーズ
- ベイフィッシャーシリーズ

#### マリンジェット
- FX Cruiser SVHO/HO
- GP SVHO
- VX Cruiser HO
- Super Jet

### サービス
ボート免許の取得・更新
ボート免許（小型船舶操縦士）の取得や更新などをサポートする。

マリンクラブ・シースタイル
全国約140箇所のホームマリーナでボートレンタルするための会員制マリンクラブ。

シースタイルLight
ボート免許を取得している個人向けの「シースタイル」の後に、ボート免許を取得していない個人向けの「シースタイルLight」が加わった。

シースタイル・マスター
2009年（平成21年）3月12日、サロンクルーザー『SC-30』を利用することができる「シースタイル・マスター」を導入し、募集開始した。
シースタイル・マリン塾
2009年（平成21年）3月12日、楽しみながらボーティングの知識や技術を学ぶことができる「シースタイル・マリン塾」を導入し、募集開始した。

## 全地形対応車
現行機種
- グリズリー660
- グリズリー125
- ラプター50
- ラプター80
- ブラスター
- YFZ450R
- YFM350R
- YFM250R
- YFM80R
- YFM50R
- ライノ700

過去の機種
- ラプター660R
- YF

## サイド・バイ・サイド・ビークル
- ライノ
- バイキング
- ウルヴァリン

## スノーモビル
現行機種
- RSVector SP

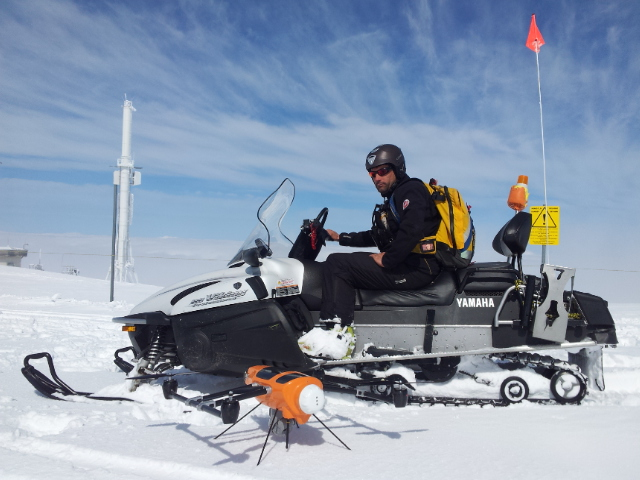
スノーモビルに乗る人

- RSVector Mountain SE
- RS Viking Professional
- PHAZER
- PHAZER Mountain Lite
- PHAZER M-TX
- VK Professional
- VK540III
- RX-1 Mountain SE
- RX-1 MT-X SE
- VT500XL
- Venture Multi-Purpose
- FX Nytro M-TX ER
- FX Nytro R-TX
- BR250T

過去の機種
- BR250
- SL350
- SV80
- SV125E
- VK540II
- ET410PT
- SX700R
- V-MAX600LT

## 電動アシスト自転車
- PAS
- YPJ

## 産業用無人ヘリコプター

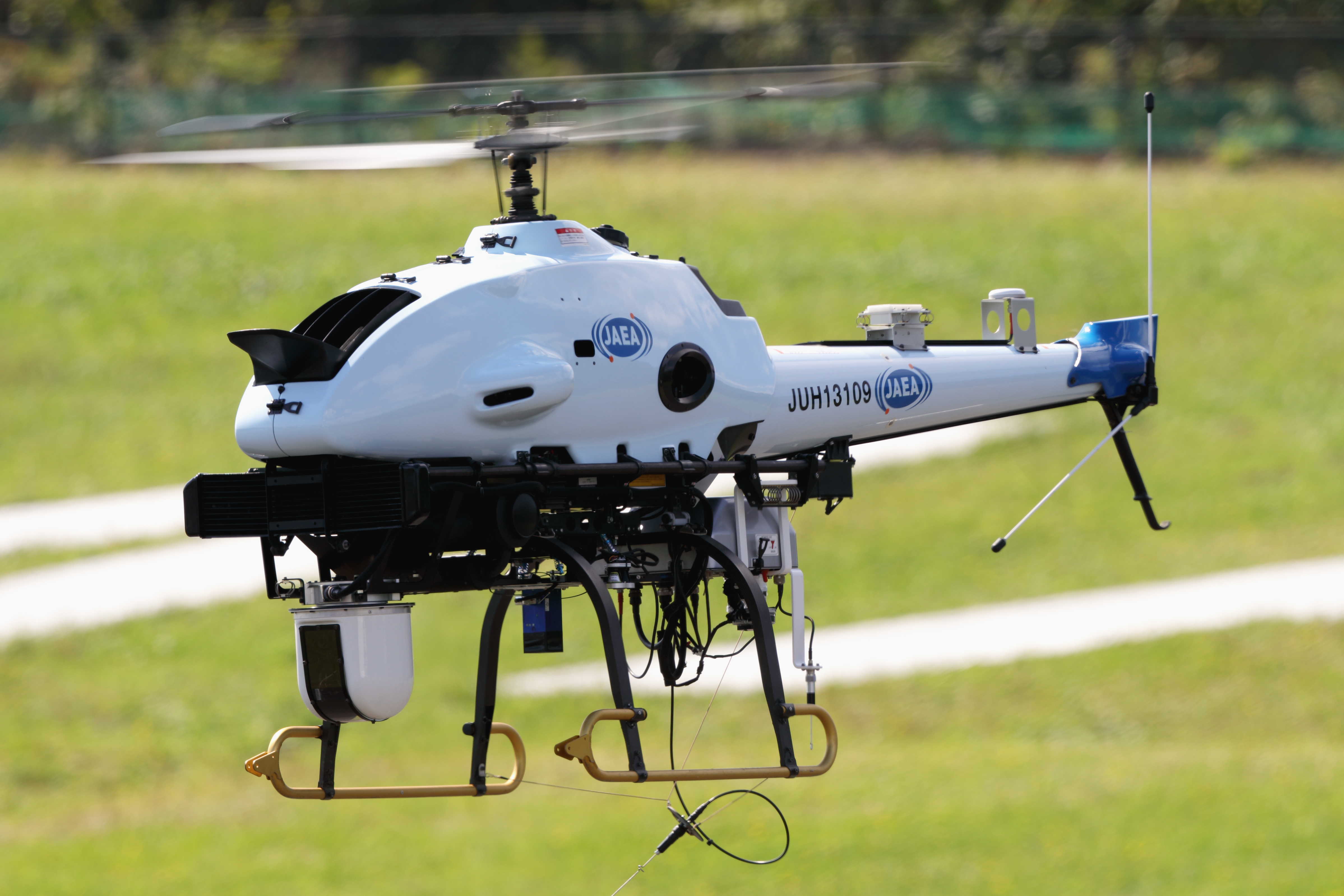
RMAX

- R-50
- FAZER
- RMAX

## 車椅子

### 現行機種
- JWアクティブPLUS+
- タウニィジョイX PLUS+
- JWスウィング

### 過去の機種
- JWアクティブ
- タウニィジョイエックス
- JWX-1
- ジョイユニットエックス

### コンセプトモデル
- 02GEN
- 07GEN

## パーソナルモビリティ

### コンセプトモデル
- トリタウン
- Public Personal Mobility (PPM)

## 自動車・ゴルフカー

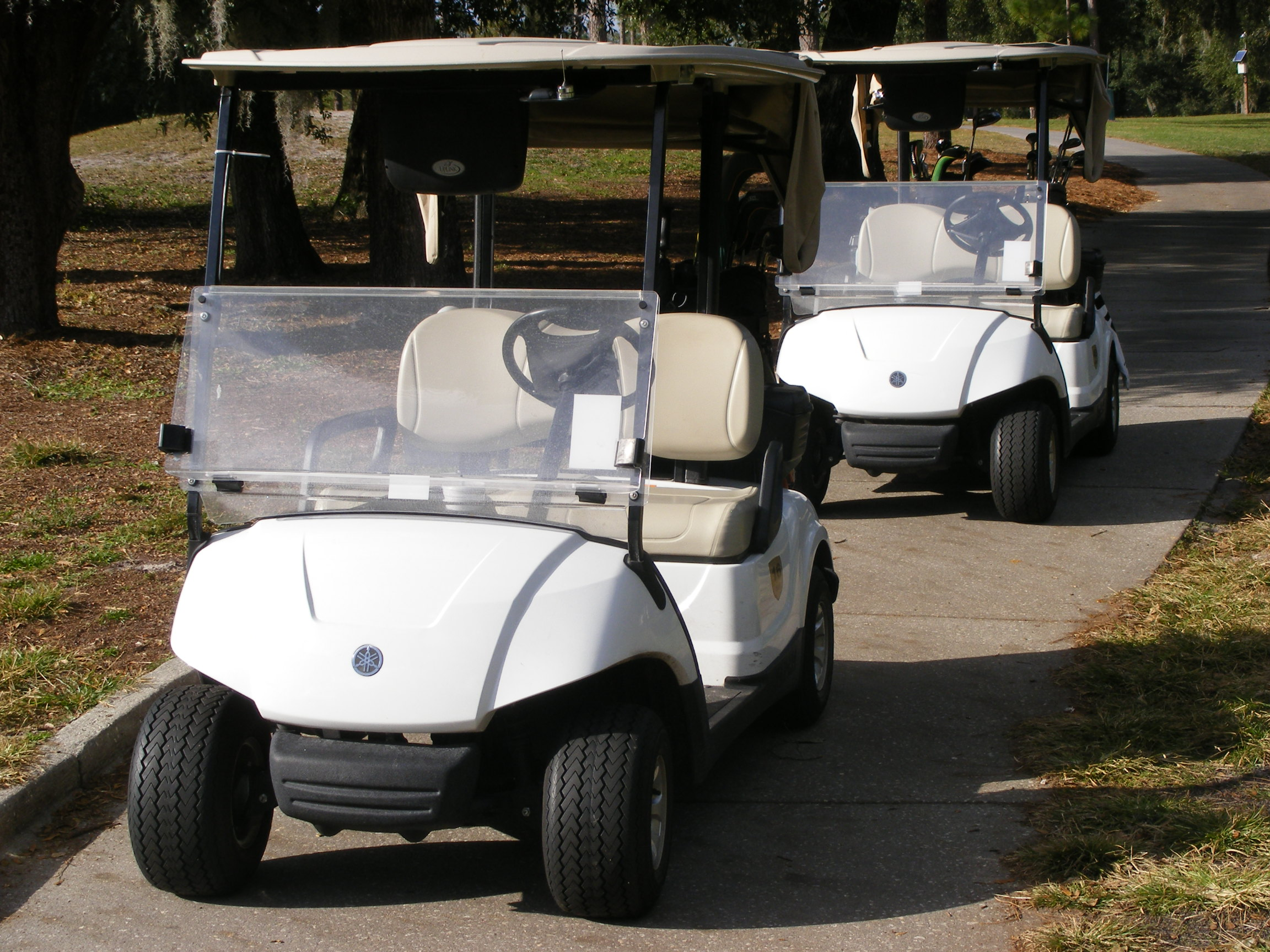
ゴルフカー

### ゴルフカー
- G30s/G31s - 5人乗りモデル
- DRIVE2 - 2人乗りモデル

### カスタムカー
- YMモービルメイツ・ami - 1997年にヤマハ発動機の子会社（社内ベンチャー）「ワイ・エム・モービルメイツ」から発売した、ダイハツ・オプティがベースのカスタムカー。

### コンセプトモデル
- OX99-11
- モティフ
- スポーツライドコンセプト
- クロスハブコンセプト